# Scrupocellaria diadema
Scrupocellaria diadema är en mossdjursart. Scrupocellaria diadema ingår i släktet Scrupocellaria och familjen Candidae.
Artens utbredningsområde är Röda havet. Inga underarter finns listade i Catalogue of Life.